# GutsMuths-Rennsteiglauf

Logo

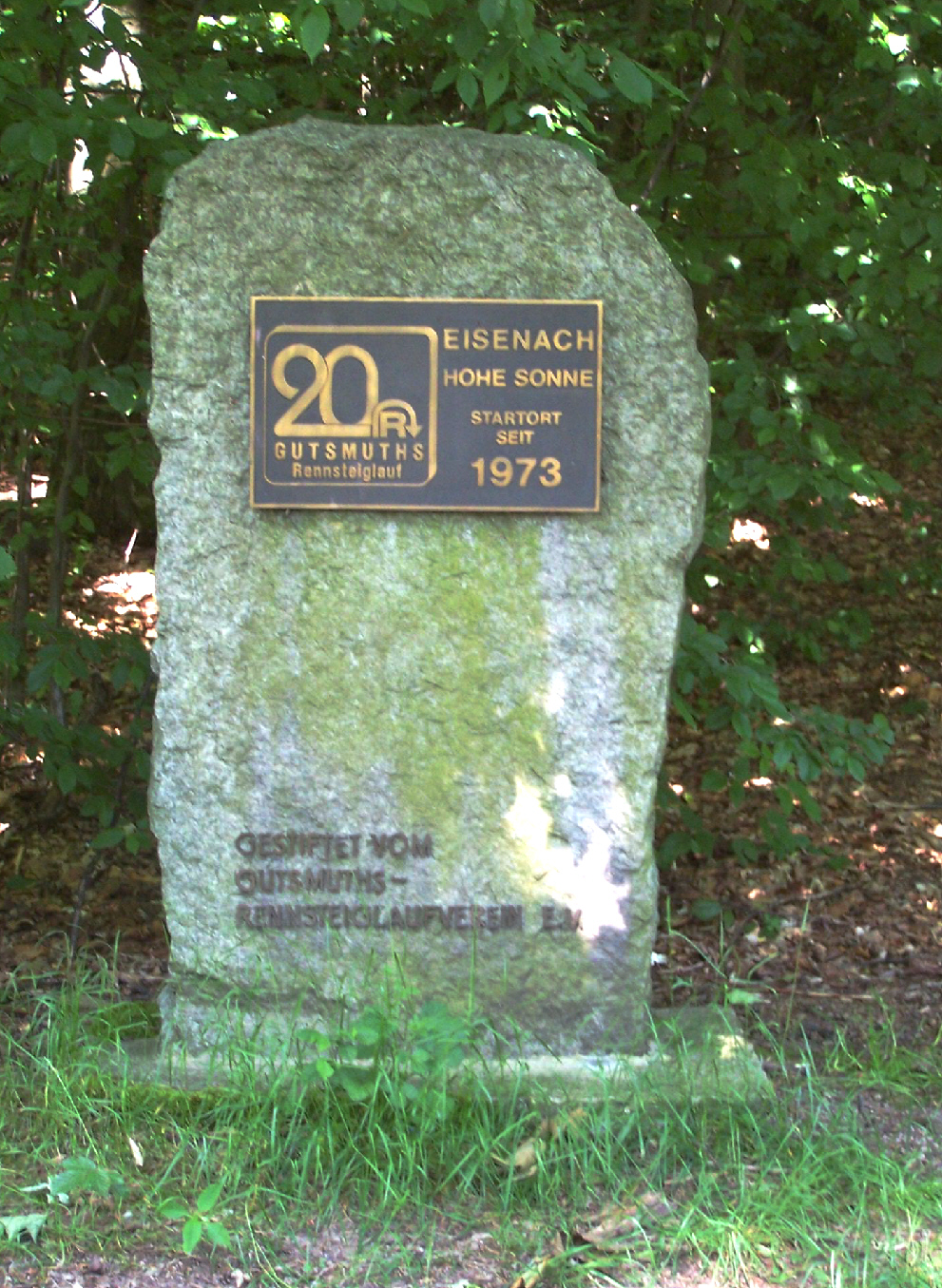
Gedenkstein bei Eisenach (Hohe Sonne)

Der GutsMuths-Rennsteiglauf ist ein Volkslauf, der seit 1973 jährlich Mitte Mai auf dem Rennsteig im Thüringer Wald ausgetragen wird. Mit mehr als 15.000 teilnehmenden Läufern und Wanderern gilt er als größter Landschaftslauf bzw. Crosslauf Europas. Veranstalter ist der GutsMuths-Rennsteiglaufverein e. V. (GMRV), Ausrichter die Rennsteiglauf Sportmanagement & Touristik GmbH.

## Wettbewerbe
Für Läufer werden folgende Strecken angeboten (die Streckenlänge kann von Jahr zu Jahr leicht variieren):
| Strecke       | Streckenlänge | Startort           |
| ------------- | ------------- | ------------------ |
| Supermarathon | 73,9 km       | Eisenach           |
| Marathon      | 42,2 km       | Neuhaus am Rennweg |
| Halbmarathon  | 21,1 km       | Oberhof            |

Ziel der drei Hauptläufe ist Schmiedefeld am Rennsteig.
Außerdem im Programm sind ein Junior-Cross mit Strecken zwischen 1,1 und 7,2 km, ein Special-Cross für Menschen mit geistiger Behinderung sowie einer 17-Km-Familienwanderung und 17-km- bzw. 35-km-Tour für Walker und Nordic Walker.
Der Supermarathon war bis 2015 Wertungslauf im Europacup der Ultramarathons.

## Geschichte

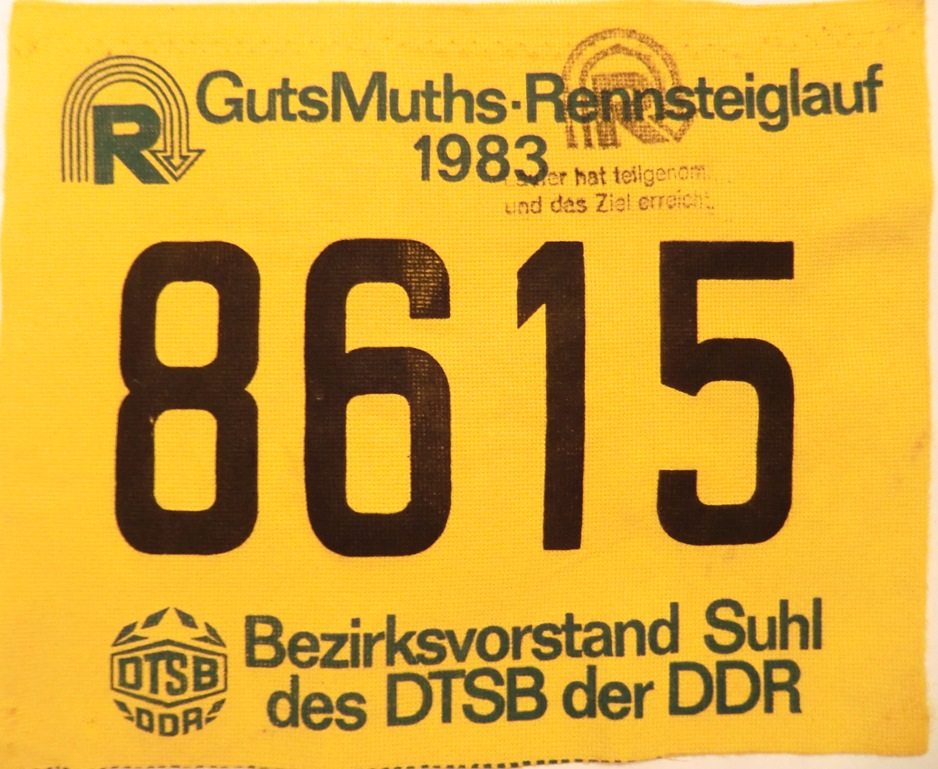
Startnummer für den GutsMuths-Rennsteiglauf 1983

Der erste offizielle Lauf fand am 13. Mai 1973 als I. 100-km-GutsMuths-Gedenklauf statt. Mit ihm sollte an den Pädagogen Johann Christoph Friedrich GutsMuths erinnert werden. Die Strecke von fast 100 Kilometern führte von der Hohen Sonne bei Eisenach bis nach Masserberg. Die vier Teilnehmer Hans-Georg Kremer, Hans-Joachim Römhild, Jens Wötzel und Wolf-Dieter Wolfram liefen ohne Wettkampfabsicht und erreichten gemeinsam nach 9:55 Stunden das Ziel. Im darauffolgenden Jahr wurde die Veranstaltung am 17. Mai auf einer Strecke von 82 Kilometern – vom Heuberghaus bis Neuhaus – wiederholt. Acht von zwölf Teilnehmern erreichten nach 10:35 Stunden das Ziel: G. Clausnitzer, K. Gottert, R. Knoch, H.-G. Kremer, H.-J. Römhild, W. Schuck, J. Wötzel und S. Ziegan.
Am 9. Mai 1975 fand der Rennsteiglauf erstmals als Wettkampf statt. Neben dem 50-Meilen-Lauf (82 km) wurde für Frauen eine zweite Strecke mit 38 km Länge eingerichtet, deren Start an der Jugendherberge am Bahnhof Rennsteig bei Schmiedefeld am Rennsteig lag. Von insgesamt 974 Teilnehmer erreichten 811 das Ziel (lange Strecke: 692 Männer, 10 Frauen; kurze Strecke: 108 Frauen, 1 Mann). 1976 wurde die Streckenlänge auf 75 km reduziert, später dann auf 68 km (1983–1985) und 65 km (1986–1996).
Der Lauf wurde ehrenamtlich organisiert und blieb anfangs ohne Unterstützung durch den Vorstand des DTSB. Am Ende hatte der Lauf Kultstatus. Aus der ganzen DDR pilgerten Hobbysportler zum Rennsteiglauf.
Seit 1997 hat der Lauf mit dem Start in Eisenach seine heutige Länge. Seit dem Jahr 2017 wird die Streckenlänge nach einer Neuvermessung mit 73,5 km statt bisher 72,7 km angegeben. Der kürzere Lauf wird seit 1977 in Neuhaus gestartet, zunächst über 45 km, 43,5 km und ab 2016 über die Marathondistanz.
1990 wurde erstmals der westdeutsche Teil des Rennsteigs in den Lauf einbezogen: Bei einem Gruppenlauf von Blankenstein nach Neuhaus mussten achtmal die zum Teil noch vollständig erhaltenen Grenzanlagen passiert werden. Am 30. Juni 1990 wurde der GutsMuths-Rennsteiglaufverein gegründet, der die Verantwortung für die Veranstaltung von der HSG Uni Jena (heute Universitätssportverein Jena e. V.) übernahm. Im gleichen Jahr wurden die Organisatoren des Rennsteiglaufs mit dem UNESCO-Sportpreis ausgezeichnet.
Seit 1992 wird der Halbmarathon von Oberhof nach Schmiedefeld ausgetragen, seit 1993 gehören Kinderläufe zum Programm. Im Laufe der Zeit entwickelte sich der Rennsteiglauf zur größten Breitensportveranstaltung in der DDR. Heute ist er einer der größten Volksläufe in Deutschland und wird seit 1991 von der Zeitschrift Laufzeit regelmäßig zu den zehn beliebtesten Läufen in Deutschland gezählt. Markenzeichen sind der magenfreundliche Haferschleim an den Verpflegungsstellen, die engagierten Helfer an der Strecke, die sich aus den lokalen Sportvereinen rekrutieren, und die „Kloßpartys“ am Vorabend in den Startorten sowie die Läuferpartys im Zielort Schmiedefeld am Rennsteig.

## Strecken

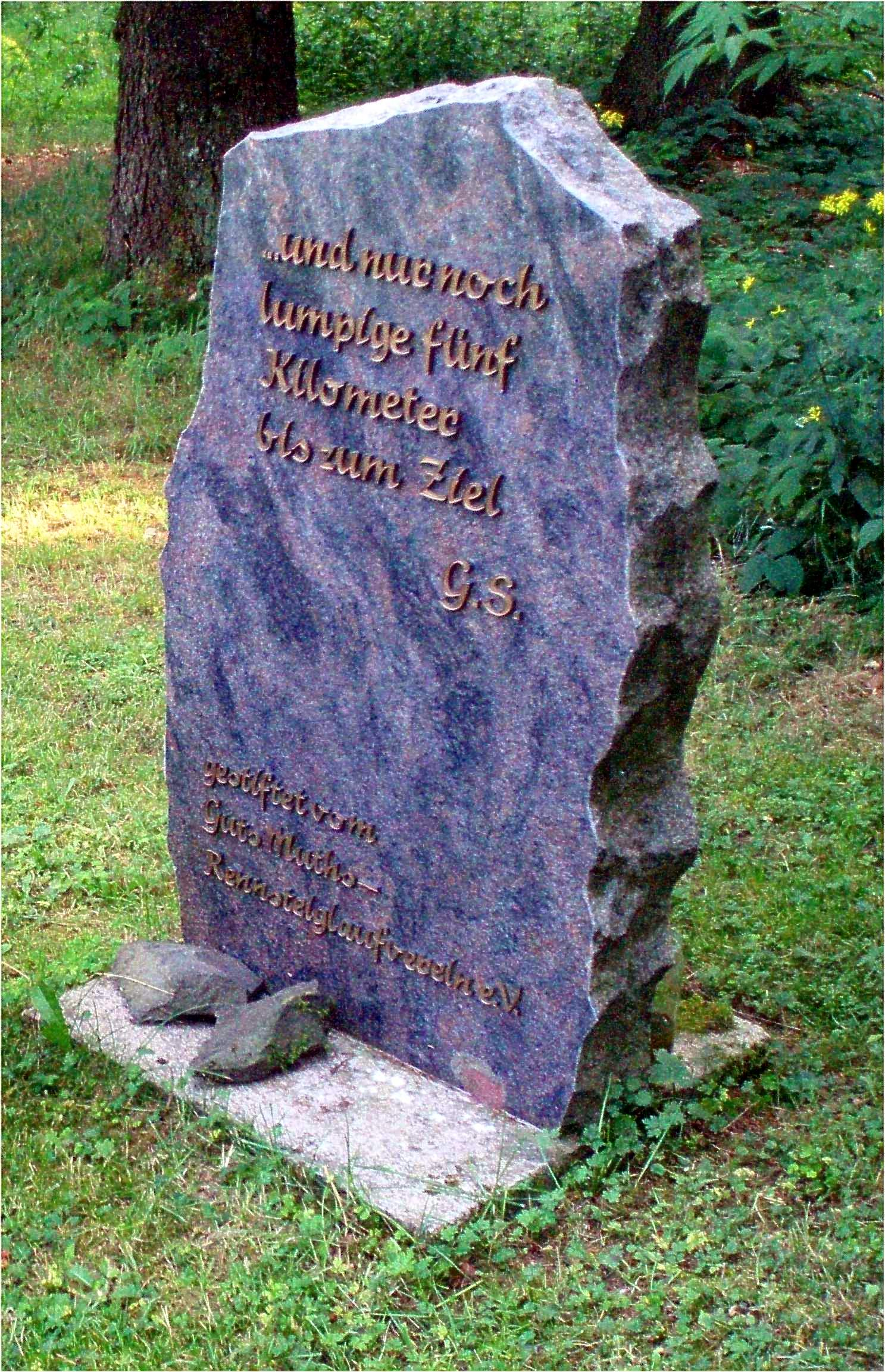
Nur noch lumpige 5 km bis zum Ziel

Der Start des Supermarathons ist auf dem Marktplatz von Eisenach unterhalb der Georgenkirche auf 210 m Höhe. Auf dem Weg nach Osten geht es zunächst an Nikolaikirche und -tor vorbei in den Stadtpark, der in den Thüringer Wald übergeht. Nun geht es stetig bergauf, und bei km 7,4 mündet die Laufstrecke an der Hohen Sonne in den Rennsteig, der die Läufer hinauf auf den Großen Inselsberg führt, dessen Gipfel auf 910 m Höhe man bei km 25,5 erreicht. Auf einer steilen Passage hinab zum Parkplatz Grenzwiese verliert man nun ca. 200 Meter Höhe. Danach geht es relativ eben weiter über Heuberghaus, Ebertswiese und Neue Ausspanne, bevor einen bei der Marathonmarke ein weiterer Anstieg zu den Neuhöfer Wiesen erwartet. Am Grenzadler, in unmittelbarer Nähe der Lotto Thüringen Arena am Rennsteig, hat man 54,7 km hinter sich. Hier ist ein offizieller Ausstieg mit Zeitnahme möglich, auch werden alle Läufer aus dem Rennen genommen, die bis hierher mehr als neun Stunden gebraucht haben.
Durch welliges Terrain geht es weiter zum Rondell am Rennsteiggarten Oberhof, wo auf einer Brücke die B 247 überquert wird. Bald darauf wird bei km 61,1 an Plänckners Aussicht unterhalb des Großen Beerbergs auf 973 m Höhe der höchste Punkt der Strecke erreicht. Ab Schmücke geht es dann die letzten neun Kilometer überwiegend sanft bergab nach Schmiedefeld, wo man nach 70 km Wegstrecke zum ersten Mal wieder in besiedeltes Gebiet gelangt. Das Ziel liegt am Sportplatz oberhalb des Ortes auf 711 m Höhe. Insgesamt sind 1490 Höhenmeter bergauf und 989 Höhenmeter bergab zu bewältigen.
Der Marathon startet an der GutsMuths-Halle in Neuhaus auf 780 m Höhe. Auf den ersten Kilometern geht es über die gesperrte B 281, so dass das Feld Gelegenheit hat, sich zu sortieren, bevor es kurz vor Steinheid auf die engen Waldwege geht, die von nun an den größten Teil der Strecke bilden. Der erste größere Anstieg ist nach ca. 10 km kurz vor dem Dreistromstein bei Siegmundsburg. An der Turmbaude auf dem Eselsberg wird bei km 18,8 mit 841 m Höhe der höchste Punkt der Strecke erreicht. Nach einer steilen Bergabpassage durch einen engen Hohlweg gelangt man zur Triniusbaude. Der Rennsteig verläuft dann parallel zur gesperrten Straße zwischen Masserberg und Neustadt am Rennsteig. Rennsteigläufer laufen natürlich auf dem schmalen Rennsteig bis Kahlert und von dort weiter über einen Asphaltweg leicht aber stetig ansteigend zur Verpflegungsstelle in Neustadt. Hinter Neustadt folgt der steile Anstieg zum Burgberg und weiter geht es über wellige Waldwege zum Dreiherrenstein. Bei Allzunah biegt man dann vom Rennsteig in Richtung Süden nach Frauenwald ab, wo man sich an der letzten Verpflegungstelle mit Bier stärken kann (ein Service, der auch beim Supermarathon angeboten wird), bevor es zum fünf Kilometer entfernten Schmiedefeld geht. Die letzten Meter hinauf zum Ziel auf dem Sportplatz sind ein bekannter Stimmungshöhepunkt. Die Höhenmeter kumulieren auf dieser Strecke auf 769 HM bergauf und 844 HM bergab.
Der Halbmarathon startet an der Rennrodelbahn Oberhof und führt an der DKB-Skisport-Halle Oberhof vorbei zum Grenzadler. Hier biegt die Strecke links ab auf den Rennsteig und folgt der Supermarathonstrecke in Richtung Osten, die man danach nur für einen kurzen Schlenker kurz vor dem Großen Beerberg verlässt. Die Starthöhe beträgt 837 m, die Zielhöhe 711 m, und der höchste Punkt ist wie beim Supermarathon Plänckners Aussicht mit 973 m, die bei km 9,0 erreicht wird. Hier sind 282 Höhenmeter bergauf und 391 HM bergab zu absolvieren.

### Zeitmessung
Eine Besonderheit des Rennsteiglaufes ist die Zeitmessung. Sie erfolgte von Anfang an auf elektronischem Weg. Die Läufer erhielten eine Startkarte aus Kunststoff, die etwas größer und dicker als das heutige Scheckkartenformat war. Auf dieser Karte war, wie bei einer Lochkarte, die Startnummer eingestanzt. Am Rand der Startkarte befanden sich mehrere Kontrollfelder, die unterwegs an Kontrollstellen gelocht wurden. Den Läufern waren weder die Anzahl und die Position der Kontrollstellen noch die zu lochende Nummer bekannt. Im Ziel wurde von einem Lesegerät die Startnummer und die Kontrolllochungen ausgewertet und es war möglich, die Laufzeit und Platzierung sofort abzulesen.
Diese Methode der Zeitmessung wurde durch RFID-Chips abgelöst, mit denen eine exakte, läuferbezogene Zeitmessung möglich ist.

## Rennsteig-Herbstlauf
Seit 2011 gibt es Anfang Oktober einen Rennsteig-Herbstlauf. Start des Laufes ist, wie beim Rennsteiglauf, in Neuhaus und Ziel in Masserberg auf dem Sportplatz. Die Strecke ist fast identisch mit der des Marathonlaufes. Nur in Neuhaus wird die B281 am Kreisverkehr verlassen und erst wieder an den Sandwischen erreicht. Seit 2014 wird zudem noch eine 10-km-Strecke in Masserberg angeboten.

## Statistik

### Streckenrekorde
Supermarathon (auf der seit 2002 gelaufenen Strecke)
- Männer: 4:50:56, Christian Seiler, 2014[10]
- Frauen: 5:50:22, Daniela Oemus, 2018

Marathon
- Männer: 2:24:47, Filimon Abraham, 2021
- Frauen: 2:54:00, Nora Kusterer, 2017

Halbmarathon
- Männer: 1:06:41, Heiko Schinkitz, 1994
- Frauen: 1:16:21, Jane Auro Ekimat (KEN), 1994

### Finisher
Anzahl der Teilnehmer, die im Ziel ankamen.
| Jahr | Supermarathon | Marathon | Halbmarathon | Juniorcross | Specialcross | Wanderung 17 km | Nordic Walking 17 km | Gesamt |
| ---- | ------------- | -------- | ------------ | ----------- | ------------ | --------------- | -------------------- | ------ |
| 2017 | 2063          | 3231     | 6495         | 803         | 302          | 1283            | 980                  | 15829  |
| 2018 | 1822          | 3169     | 6680         | 802         | 236          | 1765            | 1048                 | 15763  |

### Siegerliste Supermarathon
Quelle für Ergebnisse vor 1990: arrs.run
| Datum        | Männer                | Zeit    | Frauen                                   | Zeit    |
| ------------ | --------------------- | ------- | ---------------------------------------- | ------- |
| 13. Mai 2023 | Janosch Kowalczyk     | 5:05:11 | Kristin Hempel -2-                       | 6:17:39 |
| 13. Mai 2022 | Frank Merrbach -3-    | 5:19:18 | Tina Gebhardt                            | 6:26:56 |
| 2. Okt. 2021 | Frank Merrbach -2-    | 5:32:27 | Juliane Totzke -2-                       | 5:53:27 |
| 18. Mai 2019 | Steffen Justus        | 5:12:56 | Juliane Totzke                           | 6:03:27 |
| 26. Mai 2018 | Florian Neuschwander  | 5:14:13 | Daniela Oemus -2-                        | 5:50:22 |
| 20. Mai 2017 | Frank Merrbach        | 5:18:53 | Melanie Albrecht                         | 6:18:01 |
| 21. Mai 2016 | Marc Schulze          | 5:17:38 | Daniela Oemus                            | 5:55:38 |
| 9. Mai 2015  | Wolf Jurkschat        | 5:41:45 | Kristin Hempel                           | 6:16:50 |
| 17. Mai 2014 | Christian Seiler -3-  | 4:50:56 | Karin Kern                               | 6:16:47 |
| 25. Mai 2013 | Christian Seiler -2-  | 5:10:24 | Branka Hajek                             | 6:15:44 |
| 19. Mai 2012 | Christian Seiler      | 5:10:20 | Karin Russ                               | 6:21:31 |
| 21. Mai 2011 | Klemens Huemer        | 5:29:54 | Carola Bendl-Tschiedel                   | 6:36:12 |
| 8. Mai 2010  | Christian Stork -4-   | 5:23:49 | Anja Miedtank                            | 6:34:28 |
| 16. Mai 2009 | Christian Stork -3-   | 5:29:55 | Kerstin Schumann                         | 6:34:51 |
| 17. Mai 2008 | Christian Stork -2-   | 5:16:29 | Birgit Lennartz -8-                      | 6:32:38 |
| 19. Mai 2007 | Christian Stork       | 5:20:53 | Sonja Knöpfli                            | 6:11:01 |
| 20. Mai 2006 | Thomas Braukmann      | 5:26:23 | Mira Kaizl                               | 6:34:54 |
| 21. Mai 2005 | Helmut Peters         | 5:27:17 | Heidrun Pecker -3-                       | 6:05:33 |
| 15. Mai 2004 | Matthias Körner       | 5:15:44 | Heidrun Pecker -2-                       | 6:13:11 |
| 17. Mai 2003 | Thomas Miksch -4-     | 5:19:02 | Isabella Bernhard -2-                    | 5:58:50 |
| 25. Mai 2002 | Thomas Miksch -3-     | 5:16:00 | Isabella Bernhard                        | 6:11:57 |
| 19. Mai 2001 | Thomas Miksch -2-     | 5:24:35 | Heidrun Pecker                           | 6:20:35 |
| 20. Mai 2000 | Thomas Miksch         | 5:22:30 | Birgit Lennartz -7-                      | 6:24:34 |
| 15. Mai 1999 | Peter Gschwend        | 5:16:25 | Birgit Lennartz -6-                      | 6:14:00 |
| 16. Mai 1998 | Charly Doll           | 5:05:13 | Anke Drescher                            | 6:16:11 |
| 24. Mai 1997 | Burkhard Lennartz -3- | 5:23:19 | Birgit Lennartz -5-                      | 6:13:36 |
| 18. Mai 1996 | Carsten Merz          | 4:27:05 | Birgit Lennartz -4-                      | 5:21:18 |
| 20. Mai 1995 | Michael Sommer        | 4:35:02 | Birgit Lennartz -3-                      | 5:27:37 |
| 28. Mai 1994 | Kazimierz Bak         | 4:26:38 | Birgit Lennartz -2-                      | 5:21:38 |
| 15. Mai 1993 | Thomas Sperling -2-   | 4:20:17 | Claudia Schmidt                          | 5:44:47 |
| 16. Mai 1992 | Burkhard Lennartz -2- | 4:39:06 | Birgit Lennartz                          | 5:11:33 |
| 25. Mai 1991 | Thomas Sperling       | 4:15:13 | Heike Krauß -2-                          | 5:44:24 |
| 19. Mai 1990 | Burkhard Lennartz     | 4:31:25 | Heike Krauß                              | 5:48:54 |
| 20. Mai 1989 | Detlef Wegner -4-     | 4:23:30 | Edith Nöbel                              | 5:43:19 |
| 14. Mai 1988 | Detlef Wegner -3-     | 4:24:32 | Karen Jahns -2-                          | 6:00:19 |
| 16. Mai 1987 | Peter Grüning         | 4:30:24 | Karen Jahns                              | 5:42:31 |
| 24. Mai 1986 | Detlef Wegner -2-     | 4:37:24 | Monika Bianchin -2-                      | 5:54:41 |
| 18. Mai 1985 | Dietmar Knies -4-     | 4:34:04 | Monika Bianchin                          | 5:48:47 |
| 26. Mai 1984 | Detlef Wegner         | 4:48:58 | Sigrun Macheleidt                        | 6:39:50 |
| 14. Mai 1983 | Gerhard Fischer       | 4:55:49 | Marid Helbig                             | 6:29:00 |
| 22. Mai 1982 | Dietmar Knies -3-     | 5:09:08 | Petra Zocher                             | 6:38:46 |
| 23. Mai 1981 | Gerhard Baumann -2-   | 5:12:33 | Beatrix Wernicke                         | 7:11:06 |
| 17. Mai 1980 | Dietmar Knies -2-     | 5:02:59 | Irmgard Neumärker -2-                    | 8:08:48 |
| 26. Mai 1979 | Dietmar Knies         | 5:21:02 | Christa Moser                            | 8:25:50 |
| 20. Mai 1978 | Gerhard Baumann       | 5:12:41 | Irmgard Neumärker                        | 8:53 h  |
| 21. Mai 1977 | Dieter Wiedemann      | 5:05 h  | Brigitte Rohleder -2-                    | 9:22 h  |
| 15. Mai 1976 | Roland Winkler        | 5:04 h  | Brigitte Cienskowski & Brigitte Rohleder | 9:52 h  |
| 10. Mai 1975 | Wolfgang Kahms        | 6:16:14 | Christin Cladun                          | k. A.   |

### Siegerliste Marathon
Quelle für Ergebnisse vor 1990: arrs.run
| Datum | Männer                 | Zeit    | Frauen                 | Zeit    |
| ----- | ---------------------- | ------- | ---------------------- | ------- |
| 2023  | Erik Hille             | 2:32:21 | Anne Barber            | 3:07:42 |
| 2022  | Ruedi Becker           | 2:39:01 | Anna Hahner -2-        | 3:05:30 |
| 2021  | Filimon Abraham        | 2:24:47 | Anna Hahner            | 3:01:13 |
| 2019  | Sebastian Nitsche      | 2:40:27 | Jana Baum              | 3:09:53 |
| 2018  | Sebastian Nitsche      | 2:42:53 | Nora Kusterer -3-      | 2:56:23 |
| 2017  | Marcel Krieghoff -2-   | 2:34:22 | Nora Kusterer -2-      | 2:54:00 |
| 2016  | Marcel Krieghoff -1-   | 2:36:45 | Annika Krull           | 3:08:56 |
| 2015  | Christian Seiler -4-   | 2:43:01 | Nora Kusterer          | 3:01:31 |
| 2014  | Heiko Ludewig          | 2:42:16 | Nicole Kruhme          | 3:07:28 |
| 2013  | Marcel Bräutigam -2-   | 2:37:44 | Anne Berthold          | 3:09:36 |
| 2012  | Marcel Bräutigam -1-   | 2:38:09 | Kristin Eisenacher     | 3:12:17 |
| 2011  | Alexander Fritsch -2-  | 2:40:24 | Anja Jakob -2-         | 3:23:44 |
| 2010  | Alexander Fritsch -1-  | 2:36:50 | Diana Lehmann -4-      | 3:17:10 |
| 2009  | Christian Seiler -3-   | 2:42:33 | Anja Jakob -1-         | 3:25:18 |
| 2008  | Christian Seiler -2-   | 2:40:49 | Diana Lehmann -3-      | 3:13:43 |
| 2007  | Christian Seiler -1-   | 2:42:26 | Diana Lehmann -2-      | 3:15:42 |
| 2006  | Matthias Körner        | 2:41:09 | Nele Wild-Wall         | 3:10:11 |
| 2005  | Ulf Kersten -2-        | 2:43:06 | Diana Lehmann -1-      | 3:15:30 |
| 2004  | Steffen Pollack        | 2:45:01 | Tanja Semjonowa -4-    | 3:16:13 |
| 2003  | Ulf Kersten -1-        | 2:42:08 | Tanja Semjonowa -3-    | 3:16:24 |
| 2002  | Lutz Wolfram           | 2:46:30 | Tanja Semjonowa -2-    | 3:10:39 |
| 2001  | Stanislaw Lasjuta      | 2:36:32 | Tanja Semjonowa -1-    | 3:07:24 |
| 2000  | Steven Lambeck -2-     | 2:40:37 | Christin Ehrke -4-     | 3:20:24 |
| 1999  | Ralph Koritz -3-       | 2:42:15 | Liane Muschler         | 3:16:00 |
| 1998  | Steven Lambeck -1-     | 2:38:32 | Christin Ehrke -3-     | 3:13:48 |
| 1997  | Ralph Koritz -2-       | 2:43:13 | Christin Ehrke -2-     | 3:20:40 |
| 1996  | Ralph Koritz -1-       | 2:41:49 | Angela Nüske           | 3:08:00 |
| 1995  | Uwe Michel -2-         | 2:40:18 | Christin Ehrke -1-     | 3:15:36 |
| 1994  | Uwe Michel -1-         | 2:41:55 | Romy Lindner -3-       | 2:54:04 |
| 1993  | Heiko Schinkitz -5-    | 2:39:35 | Romy Lindner -2-       | 3:02:43 |
| 1992  | Heiko Schinkitz -4-    | 2:46:02 | Romy Lindner -1-       | 3:11:07 |
| 1991  | Heiko Schinkitz -3-    | 2:40:59 | Ines Wittmann          | 3:21:41 |
| 1990  | Heiko Schinkitz -2-    | 2:40:43 | Ilona Möller           | 3:31:07 |
| 1989  | Heiko Schinkitz -1-    | 2:40:43 | Marion Peters          | 3:22:46 |
| 1988  | Jürgen Timm -3-        | 2:46:54 | Beate Kauke            | 3:22:55 |
| 1987  | Klaus Goldammer -2-    | 2:44:39 | Birgit Schuckmann      | 3:09:02 |
| 1986  | Jürgen Timm -2-        | 2:49:41 | Gabriele Steigmann -3- | 3:24:14 |
| 1985  | Jürgen Timm -1-        | 2:48:29 | Gabriele Steigmann -2- | 3:19:49 |
| 1984  | Klaus Goldammer -1-    | 2:47:48 | Gabriele Steigmann -1- | 3:28:31 |
| 1983  | Hans-Günter Müller -2- | 2:52:08 | Ursula Weiß -6-        | 3:20:59 |
| 1982  | Hans-Günter Müller -1- | 2:55:31 | Ursula Weiß -5-        | 3:30:48 |
| 1981  | Manfred Kuschmann      | 2:50:57 | Ursula Weiß -4-        | 3:29:21 |
| 1980  | Bernd Moormann         | 2:52:56 | Ursula Weiß -3-        | 3:29:48 |
| 1979  | Paul Krebs -2-         | 2:46 h  | Ursula Weiß -2-        | 3:31 h  |
| 1978  | Paul Krebs -1-         | 2:51:09 | Ursula Weiß -1-        | 3:27:01 |

### Siegerliste Halbmarathon
| Datum | Männer                      | Zeit    | Frauen                | Zeit    |
| ----- | --------------------------- | ------- | --------------------- | ------- |
| 2023  | Roman Freitag -2-           | 1:11:35 | Nadine Hübel -3-      | 1:26:18 |
| 2022  | Roman Freitag               | 1:13:08 | Nadine Hübel -2-      | 1:29:55 |
| 2021  | Daniel Götz                 | 1:09:23 | Nadine Hübel          | 1:23:06 |
| 2019  | Samsom Tesfazghi Hayalu     | 1:11:37 | Tinka Uphoff          | 1:24:43 |
| 2018  | Samsom Tesfazghi Hayalu-2-  | 1:13:02 | Anne Barber -2-       | 1:24:57 |
| 2017  | Samsom Tesfazghi Hayalu -1- | 1:09:49 | Anne Barber -1-       | 1:22:33 |
| 2015  | Thomas Kühlmann             | 1:10:44 | Nicole Kruhme -2-     | 1:20:14 |
| 2014  | Marcel Bräutigam            | 1:10:16 | Lydia Walther         | 1:30:32 |
| 2013  | Marcel Knape                | 1:10:38 | Nicole Kruhme -1-     | 1:22:31 |
| 2012  | Phillip Willaschek          | 1:11:02 | Stefanie Wiesmair -3- | 1:23:02 |
| 2011  | Sven Weyer                  | 1:09:34 | Helene Jacob          | 1:27:20 |
| 2010  | Stefan Hubert -2-           | 1:10:17 | Juliane Totzke        | 1:22:53 |
| 2009  | Paul Thuo Muigai            | 1:10:00 | Stefanie Wiesmair -2- | 1:25:54 |
| 2008  | Stefan Hubert -1-           | 1:11:59 | Ilona Pfeiffer        | 1:25:00 |
| 2007  | Christian Biele             | 1:11:29 | Anja Carlsohn         | 1:21:28 |
| 2006  | Christian Seiler -3-        | 1:11:19 | Stefanie Wiesmair -1- | 1:23:11 |
| 2005  | Christian Seiler -2-        | 1:10:51 | Petra Stöckmann -4-   | 1:23:55 |
| 2004  | Christian Seiler -1-        | 1:12:29 | Petra Stöckmann -3-   | 1:24:07 |
| 2003  | Franz Göring                | 1:11:38 | Petra Stöckmann -2-   | 1:25:08 |
| 2002  | Martin Weiß                 | 1:10:06 | Petra Stöckmann -1-   | 1:25:26 |
| 2001  | Nino Dell                   | 1:11:03 | Birgit Lennartz       | 1:21:12 |
| 2000  | Ulrich Rückert              | 1:08:14 | Elke Barber           | 1:23:32 |
| 1999  | Jan Burzik                  | 1:11:18 | Kristina Otto -2-     | 1:22:42 |
| 1998  | Hendrik Heisch -2-          | 1:08:17 | Kristina Otto -1-     | 1:21:31 |
| 1997  | Peter Gschwend              | 1:09:36 | Antje Knöll           | 1:20:12 |
| 1996  | Konstantin Lebedjew         | 1:06:57 | Kathrin Tanzmann      | 1:19:11 |
| 1995  | Hendrik Heisch -1-          | 1:11:20 | Kerstin Hellmann      | 1:24:19 |
| 1994  | Heiko Schinkitz             | 1:06:41 | Jane Auro Ekimat      | 1:16:21 |
| 1993  | Heiko Weiner                | 1:14:00 | Antje König           | 1:28:08 |
| 1992  | Andre Neubauer              | 1:09:19 | Gabriele Heß          | 1:21:34 |

## Medaillen

### Halbmarathon
| Jahr | Vorderseite | Rückseite |
| ---- | ----------- | --------- |
| 2010 |             |           |
| 2013 |             |           |
| 2015 |             |           |
| 2016 |             |           |
| 2017 |             |           |
| 2018 |             |           |